# Lucy Stephan
Lucy Stephan (Wimmera, 10 de dezembro de 1991) é uma remadora australiana, campeã olímpica.

## Carreira
Stephan conquistou a medalha de ouro nos Jogos Olímpicos de Verão de 2020 em Tóquio com a equipe da Austrália no quatro sem feminino, ao lado de Rosemary Popa, Jessica Morrison e Annabelle McIntyre, com o tempo de 6:15.37.